# Eau (Stargate)
 (juin 2024).
Si vous disposez d'ouvrages ou d'articles de référence ou si vous connaissez des sites web de qualité traitant du thème abordé ici, merci de compléter l'article en donnant les références utiles à sa vérifiabilité et en les liant à la section « Notes et références ».
Pour l’article homonyme, voir Eau.
Eau est le sixième épisode de la première saison de la série télévisée Stargate Universe.

## Résumé
Le Destinée est en VSL. Greer discute avec le sergent Hunter Riley sur le fait que des mineurs chinois ont survécu pendant six jours dans une grotte en buvant leur urine et en mangeant du charbon, mais Greer veut ignorer cela, et Riley lui affirme que c'est une histoire vraie. Entre le colonel Young devant eux, leur disant que le niveau d'eau diminue encore. Il leur demande si quelqu'un est entré, ils répondent que non, mais que Spencer a voulu le réservoir. Le colonel leur demande pourquoi, et Riley réponde que Spencer est cinglé et qu'il lui a refusé l'accès. Young leur confirme cet ordre en leur disant de ne laisser passer personne sans son autorisation.
En entrant dans la pièce, Eli suppose que l'eau s'est peut-être évaporée lorsque le Destinée a traversé l'étoile, mais le docteur Rush lui répond que les réservoirs étaient fermés et donc que l'eau n'aurait pas pu en sortir. Young affirme que les réserves d'eau ont diminué de moitié depuis leur arrivée, mais Rush ne comprend pas, Young lui dit alors que c'est en essayant de refaire fonctionner le purificateur d'eau, et évoque le fait qu'il y aurait peut-être une fuite, mais Eli lui dit que le vaisseau n'indique rien d'anormal. Rush dit alors au colonel Young que s'il est sûr de ce qu'il dit, ce dont il est convaincu, alors il y a un grave problème. Mais Young dit à Rush que, s'il avait fait ce qu'il lui avait d'abord dit, le manque d'eau ne serait pas un problème. Young veut composer les coordonnées de la Terre, le docteur lui dit que le Destinée ne peut pas appeler la Terre, mais Young lui rétorque que les réserves d'énergie du vaisseau sont pleines puisqu'il vient de se recharger dans une étoile, ce que contre-dit Rush, le colonel lui demande alors où est-ce qu'ils en sont, et Rush lui répond qu'ils ne sont qu'à 40 % des capacités énergétiques du vaisseau. Young pense alors qu'il ment, mais c'est en fait Eli qui a trouvé ce nombre, donc Rush dit la vérité. Rush dit alors au colonel Young que si le Destinée pouvait composer les coordonnées vers la Terre, c'était il y a des millions d'années, lorsque les Anciens pensaient venir sur le vaisseau, mais maintenant il ne peut plus le faire. Sur ce, Young lui répond qu'il y a encore un problème, ensuite le colonel impose au docteur, Brody, qui est un ingénieur, car il doit demander quelque chose à Eli.
Dans le mess, on entend dire que l'équipage aurait bu 40 000 litres d'eau, mais que cela ne surprendrait pas qu'on leur dise qu'il y a en fait plus d'eau que les militaires veulent leur dire. Certains pensent qu'ils la cachent, mais que c'est dans l'habitude des militaires de cacher les choses, et qu'aussi longtemps qu'ils contrôlent l'eau, ils contrôlent l'équipage, lorsque soudain, ils aperçoivent un kino, et s'adressent directement à ceux qui le contrôlent : Eli et Young. Le colonel dit qu'ils sont inoffensifs, et veut savoir en qui il peut avoir confiance. Eli lui répond qu'il a l'impression d'espionner les gens, et le colonel s'en va de sa chambre. Discrètement, une forme sableuse s'en va également de sa chambre sans qu'il s'en aperçoive.
Le Destinée sort alors de VSL. Dans un couloir, Greer passe, et sent soudain quelque chose passer derrière lui, il s'agit en fait du tourbillon de sable, mais il disparaît aussitôt dès que le sergent tourne la tête. Le colonel Young sort alors d'un autre couloir et lui demande ce qui se passe. Greer lui répond que tout va bien, mais qu'il a une étrange sensation, Young lui dit alors qu'ils viennent de sortir de VSL, mais Greer insiste en disant que c'était autre chose. Young lui dit qu'il allait vers la salle de la porte car il y a une planète à portée, et lui dit de le rejoindre. Suspicieux, le sergent regarde encore un coup dans le couloir, et rejoint le colonel.
Arrivé dans la salle de la porte, Young demande ce qu'il y a sur la planète. Eli lui répond qu'il n'y a qu'une planète à leur portée, et qu'elle est glacée, en faisant référence à la base d'Hoth de Star Wars dans L'empire contre-attaque. Grâce au kino envoyé par la porte, ils observent qu'une tempête de neige règne sur la planète et que l'atmosphère y est très toxique. Young décide alors d'utiliser les combinaisons des Anciens trouvées à bord pour ramener la glace sur le vaisseau, et dit qu'il fera partie de cette expédition. Après cela, il demande de couper le vortex, et appelle le lieutenant Scott, mais celui-ci ne répond pas. Il est en fait en train d'embrasser Chloe Armstrong dans sa chambre, le sous-lieutenant Vanessa James les surprend et lui explique que Young le cherche.
Devant la porte, Camile Wray explique à Young et Scott qu'ils sont en train de travailler sur les autres combinaisons, et qu'une troisième est presque prête, mais qu'elles ne sont pas en bon état du fait qu'elles se sont dégradées après tant d'années à être restées stockées dans le Destinée. Young lui donne alors l'ordre de les réparer car ils vont en avoir besoin. Ensuite, Wray leur explique le fonctionnement des combinaisons et comment couper la glace. Pendant ses explications, il dit à T.J de prendre le commandement de l'expédition durant son absence, et demande à Riley de recomposer les coordonnées de la porte. C'est alors que Wray les informe qu'étant donné leur activité physique, et l'état des combinaisons, ils n'auront que 8 heures d'oxygène, et qu'il ne reste que 11 heures avant de repasser en VSL.
Dès leur arrivée sur la planète, ils se mettent en quête de glace pure, qu'ils ne trouvent pas à proximité de la porte. Rush leur demande alors d'aller chercher plus loin, ils se rendent alors vers un lac gelé. Mais Scott fait remarquer au colonel que plus ils seront loin de la porte, moins de glace sera rapportée, et c'est alors qu'Eli a une idée. Après quelques minutes d'attente Eli et Greer arrivent avec une plaque flottant dans les airs grâce aux kinos, qui peuvent supporter un énorme poids, et c'est alors que le colonel et Scott décident de partir un peu plus loin sur la planète, et demandent de laisser la porte ouverte, et qu'ils vont les tenir informés par radio.
Sur le vaisseau, T.J annonce à Greer et Gorman que le niveau d'eau a encore diminué. Greer lui dit que Broody a confirmé qu'il n'y a pas de fuite dans le système d'alimentation en eau, ce qui ne laisse qu'une possibilité : quelqu'un vole l'eau ! T.J leur demande donc de commencer des recherches sur un potentiel voleur d'eau sur le Destinée. Après la réouverture du vortex, Rush demande des nouvelles sur la mission de Young. Celui-ci lui répond qu'ils viennent de découvrir une zone de glace prometteuse, mais que celle-ci n'est toujours pas assez pure pour pouvoir la transformer en eau.
Dans un couloir du vaisseau, T.J voit le tourbillon de sable et s'en approche, mais il finit par disparaître à cause d'un appel de Greer, qui dit avoir trouvé quelque chose. Il lui dit que c'est Spencer qui vole l'eau, et propose de s'en occuper personnellement, mais T.J lui dit qu'elle arrive. Dans la chambre de Spencer, ils aperçoivent des bidons remplis d'eau. Celui-ci dément tout vol de sa part, mais Greer lui demande alors d'où viennent les provisions qui étaient cachées dans son sac. Spencer dit qu'il les avait sur lui lors de l'évacuation de la base Icare, mais Greer pense qu'il ment et le pousse violemment contre le mur en lui demandant une seule raison pour laquelle il le laisserait en vie. T.J intervient alors et s'interpose entre eux, demandant l'emprisonnement de Spencer en disant que le colonel Young s'en chargera lors de son retour sur le Destinée. Après que les gardes sont partis, Greer demande à T.J ce qu'elle a vu, mais elle n'en sait rien, et va voir le Dr Rush, en demandant à Greer de continuer les recherches, en ne sachant toujours pas pourquoi le niveau d'eau continue à baisser.
Sur la planète de glace, le colonel Young et le lieutenant Scott arrivent enfin à trouver la glace pure qui provient d'une source d'eau gelée, et préviennent Rush, qui les attend avec impatience, puis parviennent à mettre de la glace sur le plateau fourni par Eli. Tandis que sur le vaisseau Greer continue de fouiller les chambres en quête de l'eau volée, Rush, Eli et T.J discutent de ce qu'elle a vu dans les couloirs et pensent que le nuage est constitué de milliers d'aliens qui se seraient reproduits. Rush remarque que d'après les descriptions du "nuage" par T.J, il ressemble à ce que le lieutenant Scott a vu sur la planète désertique et pense qu'ils veulent communiquer. Par mesure de sécurité, T.J. demande à tout le monde de retourner à ses quartiers en attendant de nouvelles instructions.
Gorman voit le "nuage" dans les couloirs. Apeuré par ce qu'il voit, il sort son arme et lui tire dessus. Comprenant cela comme une agression, le "nuage" arrive sur lui et l'agresse à son tour en le blessant gravement. Après avoir pris une première cargaison de glace, Scott et Young l'envoient par la porte. Dans la salle de la porte, Greer et d'autres soldats reçoivent la cargaison de glace, et vont la ranger en lui sûr pour qu'elle ne fonde pas. Rush contacte l'équipe au sol, et Eli leur apprend la nouvelle sur le "nuage" qui a attaqué Gorman, Rush demande alors de retourner chercher de la glace.
Dans la salle de contrôle du Destinée, Greer propose de carboniser les aliens ce qui n'est pas l'avis de T.J, mais ils ne savent pas réellement quoi faire. Eli émet alors l'hypothèse que ce sont les aliens qui vident les réserves d'eau ; T.J demande alors à Greer de faire des équipes pour rechercher ce "nuage" en insistant sur le fait de ne pas les carboniser. En arrivant devant les réserves d'eau, Eli s'aperçoit, avec les tableaux de commande, que les êtres utilisent l'eau pour se multiplier de façon exponentielle. Rush demande donc à T.J de les mettre hors du vaisseau. Sur la planète, Young et Scott finissent de ficeler les blocs de glace qu'ils ont mis sur le plateau afin de la renvoyer sur le Destinée, lorsque soudain une crevasse s'effondre sous le lieutenant Scott. Inquiet, le colonel Young demande s'il est blessé, Scott lui répond que non, mais qu'il est coincé. Young décide alors de lancer une corde vers lui, mais n'arrive pas à le remonter à la surface. Alors le colonel appelle le vaisseau, en leur demandant où en est l'avancement des recherches pour remettre les combinaisons en l'état, mais T.J lui indique que tout le monde a rejoint ses quartiers. Pendant ce temps, Greer et son équipe continuent la traque du "nuage" à travers le vaisseau. Young et Scott cherchent toujours une solution pour sortir Scott de la crevasse.
Dans sa chambre Chloe écoute de la musique. Arrive alors Vanessa James, qui lui apprend que le lieutenant Scott est tombé dans une crevasse, ce qui la rend inquiète pour lui. Dans la salle de contrôle, Scott dit à Rush qu'il pense qu'il a un trou dans sa combinaison à cause d'un choc contre la paroi de glace, et Rush dit à Young de considérer le temps qu'il lui reste, celui-ci lui répond violemment qu'il ne partira pas sans Scott. Chloé qui les écoutait est furieuse d'entendre cela. Au bout d'un long moment de traque dans le vaisseau, Greer et son équipe arrivent à emprisonner le "nuage" dans une pièce, où la ventilation est coupée par Eli, en espérant qu'il ne puisse pas sortir.
Sur la planète, Young essaie encore de tirer Scott à la surface, mais échoue une fois de plus, et en est exténué. Scott lui suggère alors de le laisser sur place, mais il refuse et essaie toujours de réfléchir à un moyen de l'en sortir. Sur le Destinée, le "nuage" a finalement trouvé un moyen de s'échapper de la pièce en passant par l'entrebâillement de la porte, c'est alors que T.J décide d'intervenir. Sur la planète, Young tente dans un ultime espoir de remonter le lieutenant Scott, et y arrive finalement. Sur le vaisseau, T.J décide d'enfermer le "nuage" dans un bidon rempli d'eau, en s'utilisant comme appât pour l'attirer dehors. Une fois le piège exécuté, le bidon est envoyé sur la planète de glace, alors que Young et Scott sont sur le point de passer la porte. Après quelques secondes, le "nuage" réussit à sortir du bidon, s'approche du lieutenant Scott, puis s'en va. Le colonel Young recompose les coordonnées du Destinée, ils sont accompagnés dès leur arrivée, pour les aider à reprendre leur respiration. Enfin, une fois le compte à rebours terminé, le vaisseau repart en VSL.

## Distribution
- Robert Carlyle : Dr. Nicholas Rush
- Justin Louis : Everett Young
- Brian J. Smith : Matthew Scott
- Elyse Levesque : Chloe Armstrong
- David Blue : Eli Wallace
- Alaina Huffman : Tamara Johansen
- Jamil Walker Smith : Ronald Greer
- Ming-Na : Camile Wray
- Mark Burgess : Jeremy Franklin
- Jennifer Spence : Lisa Park
- Julia Anderson : Vanessa James
- Haig Sutherland : Sergent Hunter Riley
- Josh Blacker : Sergent Spencer
- Patrick Gilmore : Dale Volker
- Andrew Dunbar : Caporal Gorman